# Réserve Sous-marine du Larvotto
Réserve Sous-marine de Larvotto är ett naturreservat i Monaco.  Det ligger i kommunen Monaco-Ville, i den östra delen av landet utanför stranden Plage du Larvotto.